# John Murray Mitchell
John Murray Mitchell (New York, 17 settembre 1928 – Washington, 5 ottobre 1990) è stato un climatologo statunitense.

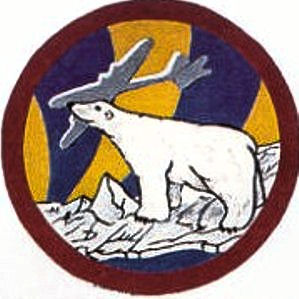
Emblema degli anni 1950 del 58º squadrone della Air Force Reserve Command, soppresso nel 1974.

In qualità di ufficiale addetto alla meteorologia della United States Air Force in Alaska dal 1952 al 1955, indagò sul fenomeno della cosiddetta "foschia artica", dandole anche il nome col quale esso è attualmente conosciuto. Fece parte anche dello staff della National Weather Service e agenzie simili dal 1955 fino al 1986, anno in cui si ritirò a vita privata. Fu inoltre un membro di spicco della National Academy of Sciences e della National Science Foundation. Il Ghiacciaio Mitchell (nella Catena Royal Society, in Antartide) è stato chiamato così in suo onore.

## Biografia

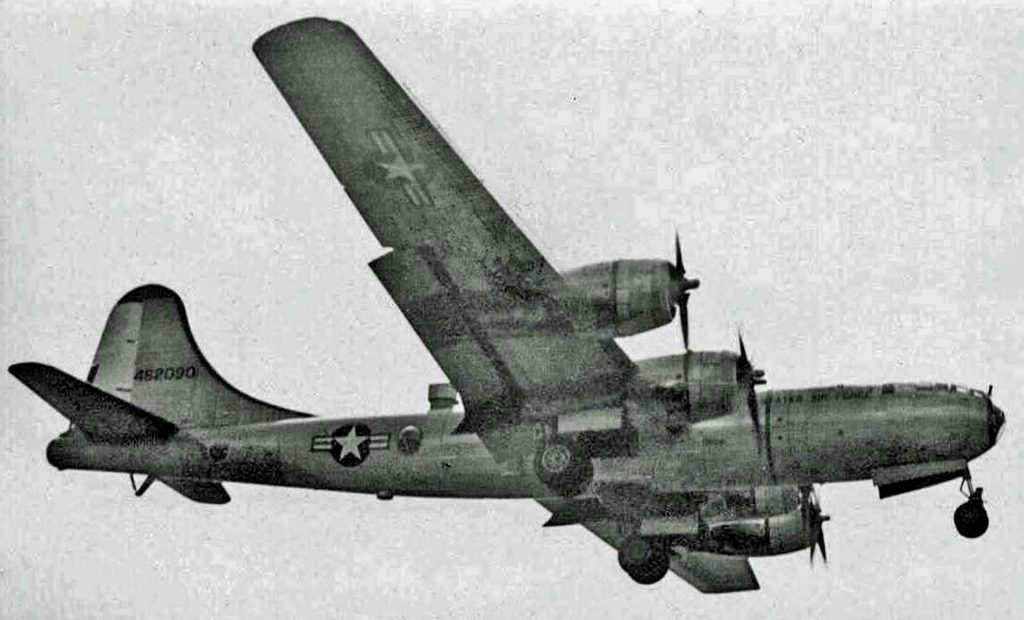
Una variante del Boeing B-29 Superfortress, usata in Alaska negli anni 1950 dagli ufficiali addetti alla meteorologia.

John Murray Mitchell nacque a New York il 17 settembre 1928. Passò i primi anni della sua vita a Tuxedo Park, una piccola città della Contea di Orange, mostrando già durante l'adolescenza molta attenzione al clima e alla meteorologia. Studiò al Massachusetts Institute of Technology, ottenendo una laurea nel 1951 ed un master nel 1952. Fu un ufficiale addetto alla meteorologia della United States Air Force in Alaska dal 1952 al 1955. Durante questo periodo, osservò una nebbia densa come lo smog che si verificava periodicamente in primavera: a questa nebbia, egli diede il nome di "Arctic haze" ("foschia artica" in italiano). Le sue indagini sulla composizione della foschia artica lo portarono a concludere che essa fosse dovuta alle particelle provenienti dalle aree industriali della Cina e dell'Europa.
Nel 1955 iniziò a condurre ricerche da meteorologo per conto della National Weather Service e nel 1960 si guadagnò un dottorato alla Pennsylvania State University. Nel 1965 prese parte al progetto di ricerca scientifica sui cambiamenti climatici condotto dalla neonata Environmental Science Services Administration, mentre cinque anni dopo divenne membro della National Oceanic and Atmospheric Administration (NOAA). Qui divenne un climatologo di punta nel 1974, affinando ulteriormente la sua preparazione, raggiungendo l'apice della carriera tra il 1983 e il 1986, anno in cui poi decise di ritirarsi. Tuttavia, continuò a collaborare con il governo anche dopo il suo ritiro.
Trascorse gli ultimi anni della sua vita a McLean, in Virginia. Soffrì a causa di una lunga malattia, e morì al Georgetown University Hospital di Washington il 5 ottobre 1990. Nel 1992, il Comitato consultivo dei nomi antartici gli dedicò il Ghiacciaio Mitchell, nella Catena Royal Society.
Mitchell è stato un pioniere nel campo dell'investigazione e della comprensione dei cambiamenti climatici e a partire dagli anni 1960 ha cercato di sensibilizzare l'opinione pubblica sul tema del riscaldamento globale. Nel 1976 definì la teoria del raffreddamento globale irresponsabile, e nello stesso periodo sostenne gli scienziati che mettevano in guardia dagli effetti dannosi dell'aumento dell'anidride carbonica nell'atmosfera. Nel 1978 divenne il direttore esecutivo di Weatherwise, una rivista che ancora oggi si occupa di temi climatici. Fu membro della Polar Research Board della National Academy of Sciences dal 1978 al 1982 e Presidente della commissione delle regioni polari e il cambiamento climatico dal 1979 al 1984.

## Ricerca scientifica
Grazie alle sue indagini, Mitchell intuì che la foschia artica era causata dalle particelle degli aerosol provenienti dalle aree industriali della Cina e dell'Europa. Servendosi degli studi condotti sul fallout nucleare che mostravano il movimento degli aerosol negli strati superiori dell'atmosfera, comparò le statistiche sulla temperatura globale con dei documenti risalenti al 1961 relativi alle eruzioni vulcaniche, trovando conferme alle sue idee, secondo le quali le grandi eruzioni avevano modificato il clima a livello emisferico. Le temperature medie erano però in calo dal 1940 nonostante l'assenza di grandi eruzioni, e quindi pensò che questo fosse in realtà il frutto di un "ciclo climatico" a lungo termine. In un articolo del 1963, Mitchell analizzò i dati provenienti da circa 200 stazioni meteorologiche per dimostrare l'aumento delle temperature dal 1880 (anno in cui iniziarono numerose registrazioni) fino al 1940 circa, seguito da un raffreddamento di diversi decenni.
Egli poi continuò i suoi studi statistici, ed in un altro articolo del 1969 calcolò che circa i due terzi del raffreddamento dell'emisfero boreale erano stati causati da una serie di eruzioni vulcaniche non troppo lontane nel tempo, arrivando a concludere che queste fossero le principali artefici del mutamento climatico, nel quale l'uomo avrebbe giocato un ruolo in secondo piano, sebbene la sua influenza fosse destinata a crescere. Successivamente, in un servizio del 1971 calcolò che le emissioni di aerosol avrebbero causato un raffreddamento dopo il 2000 ma, a seconda delle circostanze, avrebbero potuto anche dar luogo ad un effetto riscaldante, a dimostrazione del fatto che l'uomo fosse solo "un innocente spettatore" delle variazioni climatiche. Tuttavia, si tratta di calcoli oggi ritenuti di livello troppo elementare per essere ritenuti attendibili. Ma man mano che la ricerca scientifica progrediva, lo stesso Mitchell dovette richiamare l'attenzione sugli effetti riscaldanti (particolarmente avvertibili nelle regioni polari) causati dalle emissioni di gas serra, mettendo l'accento anche sui danni che ciò poteva avere sull'agricoltura.